# Long Rifle (périodique)
Pour les articles homonymes, voir Long Rifle.
Long Rifle est une revue de l'éditeur de petit format Aventures & Voyages qui a eu 108 numéros de janvier 1978 à janvier 1987. BD western ayant pour série principale Scotty Long Rifle alias Ken Parker paru chez Sergio Bonelli Editore en Italie. 
L'arrêt de cette série au N°106 signera même l'arrêt de mort de la revue deux numéros plus tard alors qu'elle avait quitté le western pour se lancer dans les récits de guerre.

## Insolite
- Il y a eu trois albums reprenant les aventures de Scotty Long Rifle. Deux chez Soleil en 1992 reprenant les épisodes 7-8 et 9-10 et un autre chez Ligne d'ombre en 2003 reprenant les épisodes 49-50. Les deux sous le nom de Ken Parker et sans aucune indication de l'édition précédente...
- Les couvertures des deux premiers recueils sont inédites.

## Les Séries
- Andy et ses fourmis : N° 66
- Barnabé (Juan Rafart et Roy Wilson) : N° 56
- Casey O'casey (Warren Tufts) : N° 22 à 51
- Commando : N° 108
- Gil (Ennio Missaglia & Ivo Pavone, Vladimiro Missaglia) : N° 57 à 80.
- Grignotte et Bubulle : N° 77
- Hurricane Boy (Tom Tully, J. Nicholas & Joe Colquhoun, John Cooper) : N° 108
- Jungle Jeepers : N° 106 à 107.
- Kangourito : N° 28
- Kerry (Tiziano Sclavi & Marco Bianchini, Di Vitto) : N° 81 à 105.
- Le Condor des Andes (Cordero ou Morale-Cerreto & Cammarota) : N° 36 à 50.
- Le Crotalee (Ray Collins & Arturo del Castillo) : N° 71 à 91, 93 à 107.
- Le retour de l'Aigle : N° 107, 108
- Les aventuriers (Carlos Albiac & Ernesto Garcia Seijas) : N° 51 à 59
- Loup Blanc (Ivo Pavone) : N° 1 à 20.
- Plumita
- Saloon (San Mauro & Stelio Fenzo) : N° 1 à 17, 19 à 25, 27, 29, 33 à 35.
- Sans Pitié (Ennio Missaglia & Ivo Pavone, Vladimiro Missaglia) : N°25 à 56.
- Scotty Long Rifle (Giancarlo Berardi & Ivo Milazzo) : N° 1 à 106.
- Trotty : N° 31, 32
- Wakantaka (Héctor Oesterheld, Carlos Albiac & Juan Zanotto) : N° 60 à 70.